# Episode 50
Episode 50 (Originaltitel: Episode 50) ist ein Found-Footage-Horrorfilm von Joe Smalley und Tess Smalley aus dem Jahr 2011. Gedreht wurde er in Ridgewood (New Jersey).

## Handlung
Nach drei Jahren und 49 Episoden neigt sich die beliebte Reality-Show „Paranormal Inspectors“ mit der 50. Episode ihrem Höhepunkt zu. Zwei Expertengruppen, bestehend aus den Skeptikern und den Nicht-Skeptikern, versuchen mit wissenschaftlichen Methoden und mit weniger wissenschaftlichen Erkenntnissen, angebliche paranormale Ereignisse zu erklären. Doch in dieser Episode ist etwas anders: Die beiden Expertenteams, die sich in der Jubiläumsfolge zusammengetan haben, begegnen tatsächlich Bösen Energien und müssen nun stärker denn je zusammenhalten, um dem Albtraum lebend zu entfliehen. Die Show wird abgesetzt, noch bevor die Episode ausgestrahlt werden kann.

## Kritiken
„Dokufiktionspiel, das von gleich zwei miteinander konkurrierenden Untersuchungsteams zum Thema Geisterspuk berichtet und die Handlung mal objektiv und mal aus Kameraperspektive begleitet. Das Ergebnis funktioniert sowohl als ironische Betrachtung von Medienphänomenen wie auch als Geisterhaushorror. Kein besonders blutiger Grusel, Folter- und Schlachtszenen werden allenfalls angedeutet, doch für originelle Einfälle in stimmungsvollem Gruselrahmen ist gesorgt. Für Genrefans.“